# Anthidium psoraleae
Anthidium psoraleae là một loài Hymenoptera trong họ Megachilidae. Loài này được Robertson mô tả khoa học năm 1902.